# Équipe de Tunisie de football en 2006
L'équipe de Tunisie de football participe en 2006 à la CAN 2006 et à la coupe du monde de 2006.

## Matchs
| Date             | Stade                                           | Adversaire      | Score | Comp | Buteurs tunisiens                   |
| 12 janvier 2006  | Stade du 7-Novembre Radès, Tunisie              | Libye           | 1-0   | A    | Ltifi 60e                           |
| 15 janvier 2006  | Stade du 7-Novembre Radès, Tunisie              | Ghana           | 2-0   | A    | Melliti 60e, Ghodhbane 76e          |
| 22 janvier 2006  | Stade Haras El-Hedood Alexandrie, Égypte        | Zambie          | 4-1   | CAN  | Santos 36e 82e 93e, Bouazizi 53e    |
| 26 janvier 2006  | Stade Haras El-Hedood Alexandrie, Égypte        | Afrique du Sud  | 2-0   | CAN  | Santos 32e, Benachour 57e           |
| 30 janvier 2006  | Stade Haras El-Hedood Alexandrie, Égypte        | Guinée          | 0-3   | CAN  |                                     |
| 2 février 2006   | Stade de Port-Saïd Port-Saïd, Égypte            | Nigeria         | 1-1   | CAN  | Haggui 49e                          |
| 1er mars 2006    | Stade du 7-Novembre Radès, Tunisie              | Serbie          | 0-1   | A    |                                     |
| 30 mai 2006      | Stade du 7-Novembre Radès, Tunisie              | Biélorussie     | 3-0   | A    | Namouchi 34e, Santos 47e, Jemâa 91e |
| 2 juin 2006      | Stade du 7-Novembre Radès, Tunisie              | Uruguay         | 0-0   | A    |                                     |
| 14 juin 2006     | Allianz Arena Munich, Allemagne                 | Arabie saoudite | 2-2   | CDM  | Jaziri 28e, Jaïdi 92e               |
| 19 juin 2006     | Gottlieb-Daimler-Stadion Stuttgart, Allemagne   | Espagne         | 1-3   | CDM  | Mnari 8e                            |
| 23 juin 2006     | Olympiastadion Berlin, Allemagne                | Ukraine         | 0-1   | CDM  |                                     |
| 16 août 2006     | Parc des sports et de l'amitié Narbonne, France | Mali            | 0-1   | A    |                                     |
| 3 septembre 2006 | Stade George-V, Maurice                         | Maurice         | 0-0   | QCAN |                                     |
| 7 octobre 2006   | Stade du 7-Novembre Radès, Tunisie              | Soudan          | 1-0   | QCAN |                                     |
| 15 novembre 2006 | Stade du 7-Novembre Radès, Tunisie              | Libye           | 2-0   | A    | Lachkham 15e, Zouaghi 55e           |